# Теняевский сельсовет
Теняевский сельсовет — муниципальное образование в Фёдоровском районе Башкортостана.
Согласно Закону о границах, статусе и административных центрах муниципальных образований в Республике Башкортостан имеет статус сельского поселения.

## Состав
с. Теняево,
д. Орловка,
д. Айтуган-Дурасово,
х. Верхняя Митюковка,
д. Казанка,
д. Сашино.
х. Дёма — исключён из учетных данных Указом Президиума ВС Башкирской АССР от 12.12.1986 N 6-2/396 «Об исключении из учетных данных некоторых населенных пунктов»).
п. Андреевка — исключён из учетных данных Законом Республики Башкортостан от 20 июля 2005 года № 211-з «О внесении изменений в административно-территориальное устройство Республики Башкортостан в связи с образованием, объединением, упразднением и изменением статуса населённых пунктов, переносом административных центров»

## Население
| 2002 | 2009 | 2010 | 2012 | 2013 | 2014 | 2015 |
| ---- | ---- | ---- | ---- | ---- | ---- | ---- |
| 673  | ↘671 | ↘643 | ↘622 | ↘606 | ↗617 | ↘590 |
| 2016 | 2017 | 2018 |      |      |      |      |
| ↗618 | ↘605 | ↘573 |      |      |      |      |